# エステバン・フロリアル
エステバン・ハニエル・フロリアル（Estevan Haniel Florial, 1997年11月25日 - ）は、ドミニカ共和国バラオーナ州出身のプロ野球選手（外野手）。右投左打。

## 経歴

### プロ入りとヤンキース時代
本来は2014年にドミニカ共和国出身のハニエル・デ・オレオ（Haniel d’Oleo）という名でニューヨーク・ヤンキース入りするはずだったが、経歴詐称が発覚したため、1年間の契約禁止となった。
2015年3月に本名でヤンキースと契約してプロ入り。契約後、傘下のルーキー級ドミニカン・サマーリーグ・ヤンキース1でプロデビュー。57試合に出場して打率.313、7本塁打、53打点、15盗塁を記録した。
2016年はアパラチアンリーグのルーキー級プラスキ・ヤンキース、A級チャールストン・リバードッグス、A+級タンパ・ヤンキースでプレーし、3球団合計で67試合に出場して打率.227、8本塁打、30打点、10盗塁を記録した。
2017年にMLB.comが発表したプロスペクトランキングでは78位、ヤンキースの組織内では17位（シーズン途中で3位に上昇）にランクインした。シーズンではA級チャールストンとA+級タンパでプレーし、2球団合計で110試合に出場して打率.298、13本塁打、57打点、23盗塁を記録した。また、7月にはオールスター・フューチャーズゲームの世界選抜チームに選出された。オフにはアリゾナ・フォールリーグに参加し、スコッツデール・スコーピオンズに所属した。
2018年はルーキー級ガルフ・コーストリーグ・ヤンキース（イースト及びウェスト）、A+級タンパ・ターポンズでプレーし、3球団合計で84試合に出場して打率.283、6本塁打、35打点、16盗塁を記録した。オフには2年連続でアリゾナ・フォールリーグに参加し、グレンデール・デザートドッグスに所属した。
2019年はA+級タンパでプレーし、74試合に出場して打率.237、8本塁打、38打点、9盗塁を記録した。オフの11月20日にルール・ファイブ・ドラフトでの流出を防ぐために40人枠入りした。
2020年8月28日にメジャー初昇格を果たし、同日のニューヨーク・メッツとのダブルヘッダー第1試合にて「7番・中堅手」で先発出場してメジャーデビュー（この試合での結果は3打数1安打）。

### ガーディアンズ時代
2023年12月26日にコディ・モリスとのトレードでクリーブランド・ガーディアンズへ移籍した。
2024年の開幕はメジャーで迎えたが5月31日にDFAとなり、6月7日にウェイバー公示を経てAAA級コロンバス・クリッパーズに降格した。オフの10月21日にFAとなった。

### KBO・ハンファ時代
2024年12月、KBOのハンファ・イーグルスと2025年の外国人選手としての契約を結んだ。
しかし、2025年6月13日、負傷によりリハビリ選手名簿入り。7月19日、チームが代替外国人選手として契約していたルイス・リベラトと正式契約を結んだため、ウェーバー公示され、7月26日、自由契約選手となった。

## 詳細情報

### 年度別打撃成績
| 年 度    | 球 団    | 試 合 | 打 席 | 打 数 | 得 点 | 安 打 | 二 塁 打 | 三 塁 打 | 本 塁 打 | 塁 打 | 打 点 | 盗 塁 | 盗 塁 死 | 犠 打 | 犠 飛 | 四 球 | 敬 遠 | 死 球 | 三 振 | 併 殺 打 | 打 率 | 出 塁 率 | 長 打 率 | O P S |
| -------- | -------- | ----- | ----- | ----- | ----- | ----- | -------- | -------- | -------- | ----- | ----- | ----- | -------- | ----- | ----- | ----- | ----- | ----- | ----- | -------- | ----- | -------- | -------- | ----- |
| 2020     | NYY      | 1     | 3     | 3     | 0     | 1     | 0        | 0        | 0        | 1     | 0     | 0     | 0        | 0     | 0     | 0     | 0     | 0     | 2     | 0        | .333  | .333     | .333     | .667  |
| 2021     | NYY      | 11    | 25    | 20    | 3     | 6     | 2        | 0        | 1        | 11    | 2     | 1     | 0        | 0     | 0     | 5     | 0     | 0     | 6     | 0        | .300  | .440     | .550     | .990  |
| 2022     | NYY      | 17    | 35    | 31    | 4     | 3     | 0        | 0        | 0        | 3     | 1     | 2     | 0        | 0     | 0     | 3     | 0     | 1     | 13    | 0        | .097  | .200     | .097     | .297  |
| 2023     | NYY      | 19    | 71    | 61    | 5     | 14    | 3        | 1        | 0        | 19    | 8     | 3     | 0        | 0     | 1     | 7     | 0     | 2     | 20    | 0        | .230  | .324     | .311     | .635  |
| 2024     | CLE      | 36    | 111   | 98    | 11    | 17    | 6        | 2        | 3        | 36    | 11    | 2     | 1        | 1     | 0     | 11    | 0     | 1     | 41    | 2        | .173  | .264     | .367     | .631  |
| MLB：5年 | MLB：5年 | 84    | 245   | 213   | 23    | 41    | 11       | 3        | 4        | 70    | 22    | 8     | 1        | 1     | 1     | 26    | 0     | 4     | 82    | 2        | .192  | .291     | .329     | .691  |

- 2024年度シーズン終了時

### 年度別守備成績
| 年 度 | 球 団 | 左翼（LF） | 左翼（LF） | 左翼（LF） | 左翼（LF） | 左翼（LF） | 左翼（LF） | 中堅（CF） | 中堅（CF） | 中堅（CF） | 中堅（CF） | 中堅（CF） | 中堅（CF） |
| 年 度 | 球 団 | 試 合      | 刺 殺      | 補 殺      | 失 策      | 併 殺      | 守 備 率   | 試 合      | 刺 殺      | 補 殺      | 失 策      | 併 殺      | 守 備 率   |
| ----- | ----- | ---------- | ---------- | ---------- | ---------- | ---------- | ---------- | ---------- | ---------- | ---------- | ---------- | ---------- | ---------- |
| 2020  | NYY   | -          | -          | -          | -          | -          | -          | 1          | 1          | 0          | 0          | 0          | 1.000      |
| 2021  | NYY   | -          | -          | -          | -          | -          | -          | 11         | 16         | 0          | 0          | 0          | 1.000      |
| 2022  | NYY   | 2          | 0          | 1          | 0          | 0          | 1.000      | 14         | 24         | 1          | 0          | 0          | 1.000      |
| 2023  | NYY   | -          | -          | -          | -          | -          | -          | 19         | 40         | 0          | 1          | 0          | .975       |
| MLB   | MLB   | 2          | 0          | 1          | 0          | 0          | 1.000      | 45         | 81         | 1          | 1          | 0          | .988       |

- 2023年度シーズン終了時

### 記録
MiLB
- オールスター・フューチャーズゲーム選出：1回（2017年）

### 背番号
- 90（2020年 - 2024年）
- 34（2025年）